# マッケンジー・メイ
マッケンジー・メイ（McKenzie May、1999年1月12日 - ）は、アメリカ合衆国の女子バレーボール選手である。アメリカ代表。

## 来歴
ダビューク出身。7歳のときにバレーボール競技を始め、8歳からクラブに所属した。

### クラブチーム
Wahlertカトリック高等学校を卒業し、カリフォルニア大学ロサンゼルス校に進学。在学中は新型コロナウイルスのパンデミックのためにNCAAより与えられた1年間の追加資格を利用し5年間、インドアバレーボール選手としてプレーした。2021年のNCAA女子バレーボール選手権ではベストアウトサイドヒッター賞を受賞した。2021/22シーズンからはイタリアセリエA1のバレー・ベルガモと契約し、シーズン途中からチームに合流。2022/23シーズンも同チームでプレーし、リーグ戦7位、イタリアカップ3位となった。2023/24シーズンはポーランドのGrot Budowlani Łódźへ移籍することが発表され、タウロンリーガではベストアウトサイドヒッター賞を受賞した。
2024年9月、日本のSV.LEAGUEのAstemoリヴァーレ茨城入団が発表された。

### 代表チーム
アンダーカテゴリーの代表として2017年、U-20パンアメリカンカップに出場し金メダルを獲得した。2022年、シニア代表に初選出され、同年のパンアメリカンカップに出場し銅メダルを獲得した。

## 所属チーム
- カリフォルニア大学ロサンゼルス校（2017-2022年）
- バレー・ベルガモ（2022-2023年）
- Grot Budowlani Łódź（2023-2024年）
- Astemoリヴァーレ茨城（2024年-）